# آنترتورن
آنترتورن (به آلمانی: Untertauern) یک منطقهٔ مسکونی در اتریش است که در ناحیه سنت یوهان ایم پونگاو واقع شده‌است. آنترتورن ۷۱٫۷ کیلومتر مربع مساحت دارد ۱٬۰۱۰ متر بالاتر از سطح دریا واقع شده‌است.